# Хассельборг, Анна
А́нна Ха́ссельборг (швед. Anna Hasselborg; род. 5 мая 1989, Стокгольм) — шведская кёрлингистка, олимпийская чемпионка 2018 года среди женщин и чемпионка мира 2019 года среди смешанных пар.
Анна Хассельборг (четвёртый и скип женской сборной команды Швеции) с командой выиграли женский турнир по кёрлингу на зимних Олимпийских играх 2018, стали серебряными призёрами чемпионата мира 2018, а затем в начале следующего сезона с четвёртой попытки наконец выиграли чемпионат Европы; на зимних Олимпийских играх 2022 Хассельборг с командой стали бронзовыми призёрами.

## Достижения
- Зимние Олимпийские игры: золото (2018), бронза (2022).
- Чемпионат мира по кёрлингу среди женщин: серебро (2018, 2019).
- Кубок мира по кёрлингу 2018/2019: серебро (1 этап, 3 этап).
- Чемпионат Европы по кёрлингу: золото (2018, 2019), серебро (2016, 2017, 2021, 2024).
- Чемпионат Швеции по кёрлингу среди женщин: золото (2011, 2014, 2019, 2020, 2023, 2024), серебро (2017), бронза (2013, 2016).
- Чемпионат мира по кёрлингу среди смешанных пар: золото (2019).
- Чемпионат Швеции по кёрлингу среди смешанных пар: золото (2013, 2016, 2017, 2019), серебро (2011).
- Чемпионат Европы по кёрлингу среди смешанных команд: бронза (2008).
- Чемпионат Швеции по кёрлингу среди смешанных команд: золото (2008, 2010).
- Чемпионат мира по кёрлингу среди юниоров: золото (2010).
- Чемпионат Швеции по кёрлингу среди юниоров: золото (2009, 2010)[2].
- Королевская медаль Его Величества за заслуги перед шведским спортом (2019)[3].

## Ошибки
Именно грубая ошибка Хассельборг в финальном матче чемпионата Европы 2016 при счёте 4:4 на последнем броске в 10-м энде (удар в гард при постановочном броске) привела к поражению сборной Швеции от сборной России (скип Виктория Моисеева).
На чемпионате мира 2017 года в последнем матче группового этапа Хассельборг вновь допустила грубую ошибку: сборная России в 9-м энде выиграла 4 камня, сборная Швеции признала поражение и заняла только 3 место в таблице.

## Команды
| Сезон                                               | Четвёртый        | Третий             | Второй            | Первый             | Запасной                                                                                      | Турниры |
| --------------------------------------------------- | ---------------- | ------------------ | ----------------- | ------------------ | --------------------------------------------------------------------------------------------- | --- |
| 2006—07                                             | Анна Хассельборг | Зандра Флюг        | Агнес Кнохенхауэр | Сабина Краупп      |                                                                                               | |
| 2008—09                                             | Анна Хассельборг | Сабина Краупп      | Агнес Кнохенхауэр | Зандра Флюг        |                                                                                               | |
| 2009                                                | Анна Хассельборг | Агнес Кнохенхауэр  | Софи Сиден        | Зандра Флюг        | Сара Макманус тренер: Микаэль Хассельборг                                                     | ЧМЮ 2009 (6 место) |
| 2010                                                | Анна Хассельборг | Jonna McManus      | Агнес Кнохенхауэр | Анна Хухта         | Сара Макманус тренер: Микаэль Хассельборг                                                     | ЧМЮ 2010 |
| 2010—11                                             | Анна Хассельборг | Сабина Краупп      | Агнес Кнохенхауэр | Зандра Флюг        |                                                                                               | |
| 2011—12                                             | Анна Хассельборг | Сабина Краупп      | Маргарета Драйбур | Зандра Флюг        |                                                                                               | |
| 2012—13                                             | Анна Хассельборг | Карин Рудстрём     | Агнес Кнохенхауэр | Зандра Флюг        | тренер: Бьёрн Рудстрём                                                                        | ЗУ 2013 (5 место) |
| 2012—13                                             | Анна Хассельборг | Карин Рудстрём     | Агнес Кнохенхауэр | Зандра Флюг        | тренер: Микаэль Хассельборг                                                                   | ЧШЖ 2013 |
| 2013—14                                             | Анна Хассельборг | Карин Рудстрём     | Агнес Кнохенхауэр | Зандра Флюг        | тренер: Микаэль Хассельборг                                                                   | ЧШЖ 2014 |
| 2014—15                                             | Анна Хассельборг | Агнес Кнохенхауэр  | Карин Рудстрём    | Зандра Флюг        | Jonna McManus (ЧЕ) тренер: Микаэль Хассельборг                                                | ЧЕ 2014 (5 место) |
| 2015—16                                             | Анна Хассельборг | Сара Макманус      | Агнес Кнохенхауэр | София Мабергс      |                                                                                               | |
| 2016—17                                             | Анна Хассельборг | Сара Макманус      | Агнес Кнохенхауэр | София Мабергс      | Мария Прюц (ЧЕ) Йенни Волин (ЧМ) тренеры: Ingemar Edstroem (ЧЕ), Мария Прюц (ЧМ)              | ЧЕ 2016 · ЧМ 2017 (4 место) |
| 2017—18                                             | Анна Хассельборг | Сара Макманус      | Агнес Кнохенхауэр | София Мабергс      | Йенни Волин тренер: Мария Прюц                                                                | ЧЕ 2017 · ЗОИ 2018 · ЧМ 2018 |
| 2018—19                                             | Анна Хассельборг | Сара Макманус      | Агнес Кнохенхауэр | София Мабергс      | Юханна Хельдин (ЧЕ, ЧМ), Tilda Knochenhauer (ЧШЖ) тренер: Уэйн Мидо (ЧЕ), Пейя Линдхольм (КМ) | КМ 2018/19 (1 этап) · ЧЕ 2018 · КМ 2018/19 (2 этап) (5 место) · ЧШЖ 2019 · КМ 2018/19 (3 этап) · ЧМ 2019 · КМ 2018/19 (финал) (7 место) |
| 2019—20                                             | Анна Хассельборг | Сара Макманус      | Агнес Кнохенхауэр | София Мабергс      | Йенни Волин (ЧЕ) тренер: Уэйн Мидо (ЧЕ)                                                       | ЧЕ 2019 · ЧШЖ 2020 |
| 2020—21                                             | Анна Хассельборг | Сара Макманус      | Агнес Кнохенхауэр | София Мабергс      | Юханна Хельдин тренер: Уэйн Мидо                                                              | ЧМ 2021 (4 место) |
| 2021—22                                             | Анна Хассельборг | Сара Макманус      | Агнес Кнохенхауэр | София Мабергс      | Юханна Хельдин тренеры: Уэйн Мидо (ЧЕ, ЗОИ, ЧМ), Fanny Sjoeberg (ЧМ)                          | ЧЕ 2021 · ЗОИ 2022 · ЧМ 2022 (4 место)                                                                                                  |
| 2022—23                                             | Анна Хассельборг | Агнес Кнохенхауэр  | София Мабергс     | Юханна Хельдин     | Тереза Вестман (ЧЕ), Сара Макманус (ЧШЖ) тренер: Кристиан Линдстрём                           | ЧЕ 2022 (5 место) · ЧШЖ 2023 |
| 2022—23                                             | Анна Хассельборг | Сара Макманус      | Агнес Кнохенхауэр | София Мабергс      | Юханна Хельдин тренер: Кристиан Линдстрём                                                     | ЧМ 2023 (4 место) |
| 2023—24                                             | Анна Хассельборг | Сара Макманус      | Агнес Кнохенхауэр | София Мабергс      | Pia Hasselborg (ЧШЖ), Юханна Хельдин (ЧМ) тренер: Кристиан Линдстрём                          | ЧШЖ 2024 · ЧМ 2024 (5 место) |
| 2024—25                                             | Анна Хассельборг | Сара Макманус      | Агнес Кнохенхауэр | София Мабергс      | Юханна Хельдин тренер: Кристиан Линдстрём                                                     | ЧЕ 2024 · ЧМ 2025 (5 место) |
| Кёрлинг среди смешанных команд (mixed curling)      |                  |                    |                   |                    |                                                                                               | |
| 2007—08                                             | Никлас Эдин      | Анетте Норберг     | Эрик Карлсен      | Анна Хассельборг   |                                                                                               | ЧШСК 2008 |
| 2008—09                                             | Никлас Эдин      | Анна Хассельборг   | Эрик Карлсен      | Сабина Краупп      |                                                                                               | ЧЕСК 2008 |
| 2009—10                                             | Анна Хассельборг | Кристиан Линдстрём | Агнес Кнохенхауэр | Маркус Хассельборг |                                                                                               | ЧШСК 2010 |
| Кёрлинг среди смешанных пар (mixed doubles curling) |                  |                    |                   |                    |                                                                                               | |
| 2010—11                                             | Анна Хассельборг | Маркус Хассельборг |                   |                    |                                                                                               | ЧШСП 2011 |
| 2012—13                                             | Анна Хассельборг | Оскар Эрикссон     |                   |                    |                                                                                               | ЧШСП 2013 |
| 2015—16                                             | Анна Хассельборг | Оскар Эрикссон     |                   |                    |                                                                                               | ЧШСП 2016 |
| 2016—17                                             | Анна Хассельборг | Оскар Эрикссон     |                   |                    |                                                                                               | ЧШСП 2017 |
| 2018—19                                             | Анна Хассельборг | Оскар Эрикссон     |                   |                    | тренеры: Mathias Eriksson (ЧШСП), Фредрик Линдберг (ЧМСП)                                     | ЧШСП 2019 · ЧМСП 2019 |
| 2024—25                                             | Анна Хассельборг | Оскар Эрикссон     |                   |                    | тренер: Кристиан Линдстрём                                                                    | ЧМСП 2025 (7 место) |

(скипы выделены полужирным шрифтом)

## Частная жизнь
Анна выросла в семье известных шведских кёрлингистов: её отец Микаэль Хассельборг, брат Маркус Хассельборг, дядя Стефан Хассельборг, двоюродная сестра (дочь Стефана) Мария (Мио) Хассельборг.